# بيغون فورغ
بيغون فورغ (بالإنجليزية: Pigeon Forge, Tennessee)‏ هي مدينة تقع بولاية تينيسي في وسط شرق الولايات المتحدة. تأسست عام 1780s، تبلغ مساحة هذه المدينة 30 (كم²)، وترتفع عن سطح البحر 305 م، بلغ عدد سكانها 5875 نسمة في عام 2010 حسب إحصاء مكتب تعداد الولايات المتحدة وتصل الكثافة السكانية فيها نسمة/كم2.

## التركيبة السكانية
حدّد مكتب تعداد الولايات المتحدة بيانات التركيبة السكانية لبيغون فورغ في تعداد الولايات المتحدة. في ما يلي، التركيبة السكانية حسب تعدادي 2000 و2010.

### تعداد عام 2000
بلغ عدد سكان بيغون فورغ 5,083 نسمة بحسب تعداد عام 2000، وبلغ عدد الأسر 2,021 أسرة وعدد العائلات 1,402 عائلة مقيمة في المدينة. في حين سجلت الكثافة السكانية 147.1 نسمة لكل كيلومتر مربع (381.0/ميل2). وبلغ عدد الوحدات السكنية 2,799 وحدة بمتوسط كثافة قدره 81 لكل كيلومتر مربع (209.8/ميل2).
وتوزع التركيب العرقي للمدينة بنسبة 94.71% من البيض و0.65% من الأمريكيين الأفارقة و0.22% من الأمريكيين الأصليين و1.28% من الأمريكيين ذوي الأصول الآسيوية و0.06% من سكان جزر المحيط الهادئ و1.93% من الأعراق الأخرى و1.16% من عرقين مختلطين أو أكثر و3.70% من الهسبانيون أو اللاتينيون من أي عرق.
بلغ عدد الأسر 2,021 أسرة كانت نسبة 32.5% منها لديها أطفال تحت سن الثامنة عشر تعيش معهم، وبلغت نسبة الأزواج القاطنين مع بعضهم البعض 51.8% من أصل المجموع الكلي للأسر، ونسبة 13.2% من الأسر كان لديها معيلات من الإناث دون وجود شريك، بينما كانت نسبة 4.4% من الأسر لديها معيلون من الذكور دون وجود شريكة وكانت نسبة 30.6% من غير العائلات. تألفت نسبة 24.2% من أصل جميع الأسر من عدة أفراد يعيشون في نفس المنزل ونسبة 8.9% كانت تتألف من شخص يعيش بمفرده يبلغ من العمر 65 عاماً أو أكثر. وبلغ متوسط حجم الأسرة المعيشية 2.45، أما متوسط حجم العائلات فبلغ 2.89.
بلغ العمر الوسطي للسكان 37.6 عاماً. وكانت نسبة 22.4% من القاطنين تحت سن الثامنة عشر، وكانت نسبة 9.4% بين الثامنة عشر والرابعة والعشرين عاماً، ونسبة 28.3% كانت واقعةً في الفئة العمرية ما بين الخامسة والعشرين والرابعة والأربعين عاماً، ونسبة 23.9% كانت ما بين الخامسة والأربعين والرابعة والستين، ونسبة 13.7% كانت ضمن فئة الخامسة والستين عاماً فما فوق. يوجد لكل 100 أنثى 93.3 ذكر، ويوجد لكل 100 أنثى في الثامنة عشر من عمرها فما فوق 89.4 ذكر.
بلغ متوسط دخل الأسرة في المدينة 30,746 دولارًا، أما متوسط دخل العائلة فبلغ 34,505 دولارًا. وكان متوسط دخل الذكور 26,397 دولارًا مقابل 21,370 دولارًا للإناث. وسجل دخل الفرد الخاص بالمدينة 16,621 دولارًا. وكانت نسبة 10% من العائلات ونسبة 13.4% من السكان تحت خط الفقر، وكان من هؤلاء نسبة 15.7% تحت سن الثامنة عشر ونسبة 6.7% في الخامسة والستين من العمر وما فوق.

## معرض صور

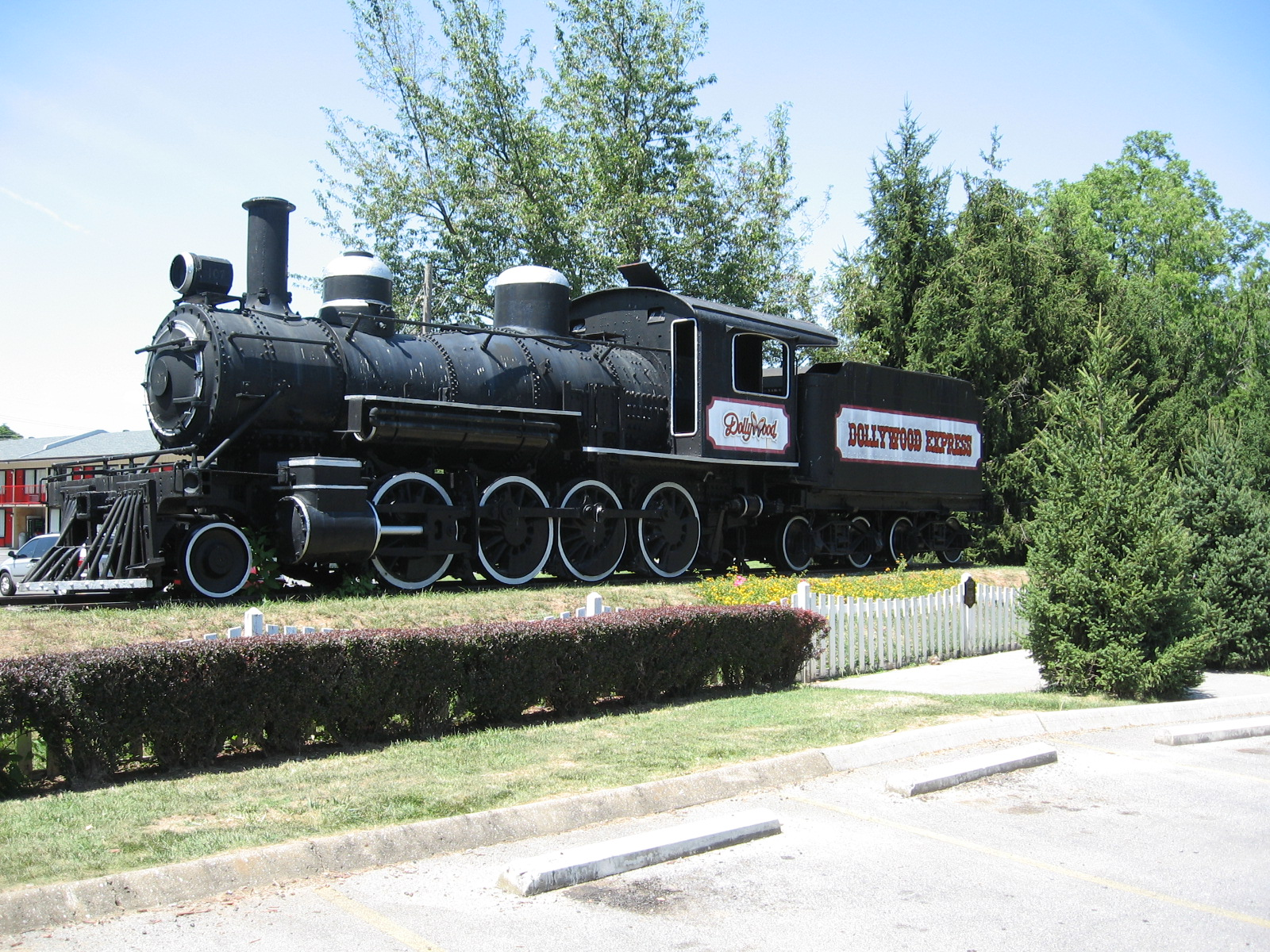
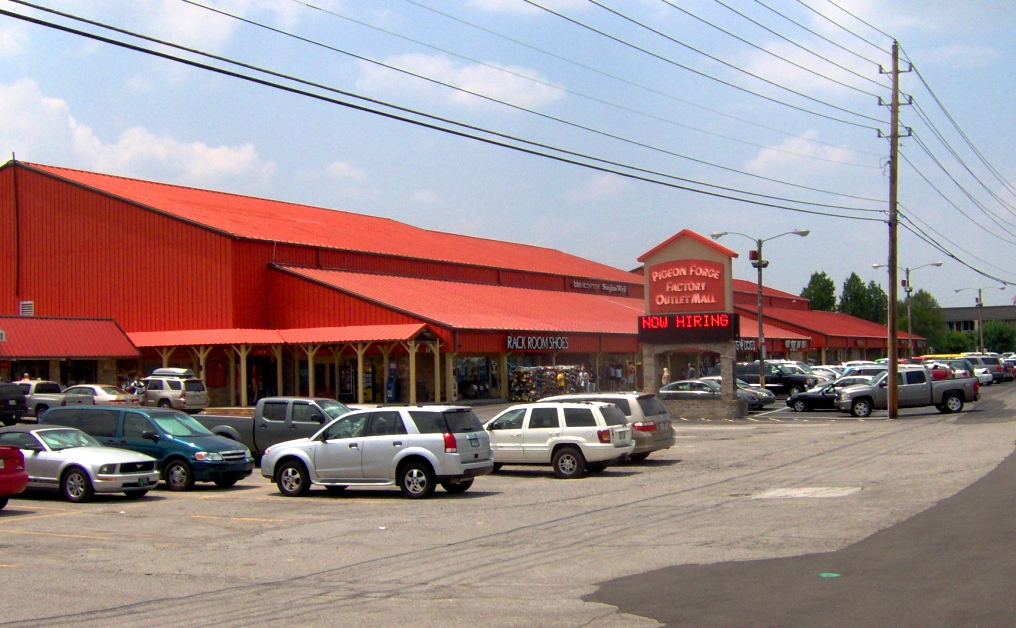
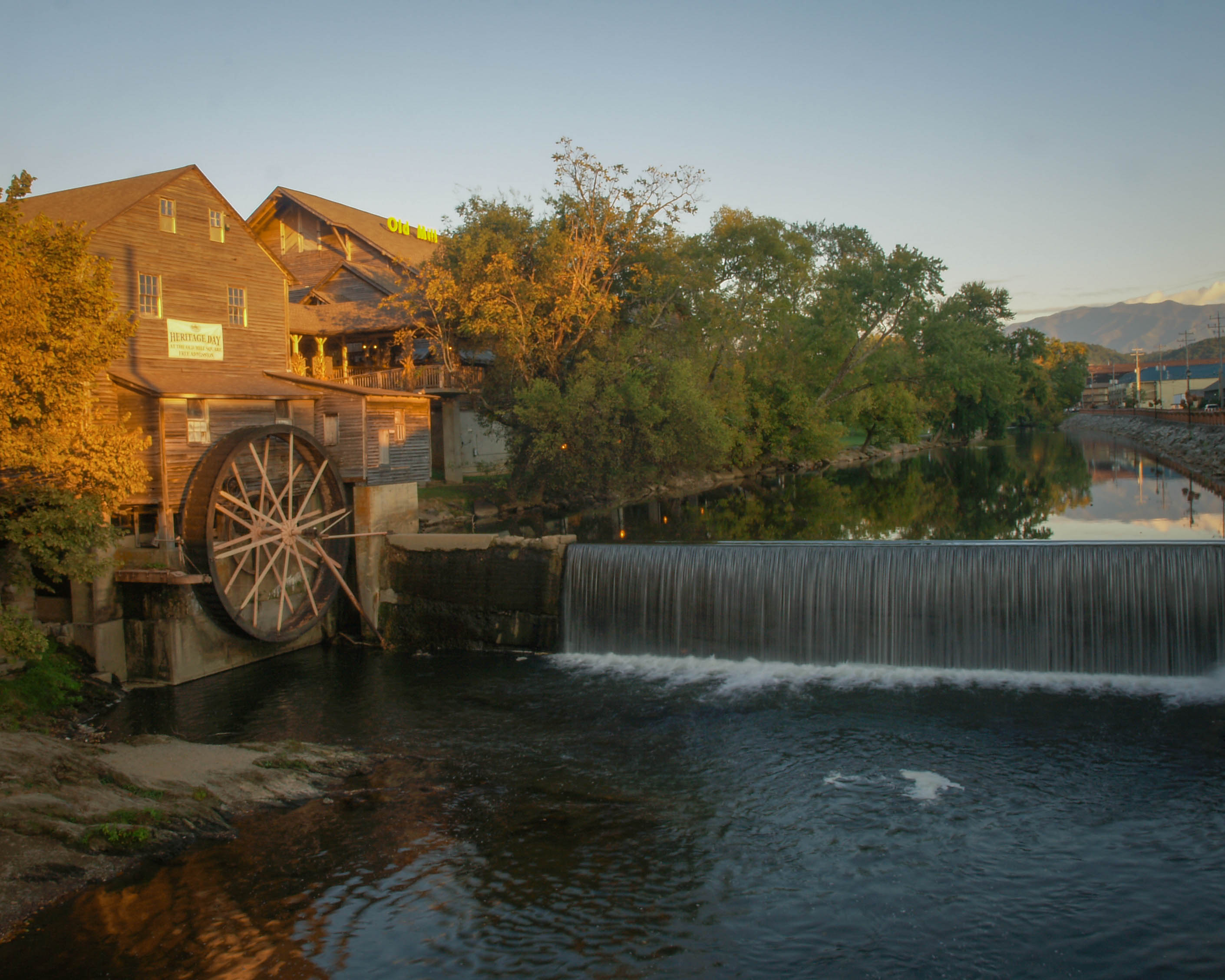

### تعداد عام 2010
بلغ عدد سكان بيغون فورغ 5,875 نسمة بحسب تعداد عام 2010، وبلغ عدد الأسر 2,238 أسرة وعدد العائلات 1,482 عائلة مقيمة في المدينة. في حين سجلت الكثافة السكانية 170 نسمة لكل كيلومتر مربع (440.3/ميل2). وبلغ عدد الوحدات السكنية 5,187 وحدة بمتوسط كثافة قدره 150.1 لكل كيلومتر مربع (388.8/ميل2).
وتوزع التركيب العرقي للمدينة بنسبة 80.65% من البيض و1.09% من الأمريكيين الأفارقة و0.71% من الأمريكيين الأصليين و2.08% من الأمريكيين ذوي الأصول الآسيوية و0.05% من سكان جزر المحيط الهادئ و13.51% من الأعراق الأخرى و1.91% من عرقين مختلطين أو أكثر و18.25% من الهسبانيون أو اللاتينيون من أي عرق.
بلغ عدد الأسر 2,238 أسرة كانت نسبة 31.2% منها لديها أطفال تحت سن الثامنة عشر تعيش معهم، وبلغت نسبة الأزواج القاطنين مع بعضهم البعض 46.6% من أصل المجموع الكلي للأسر، ونسبة 14.3% من الأسر كان لديها معيلات من الإناث دون وجود شريك، بينما كانت نسبة 5.3% من الأسر لديها معيلون من الذكور دون وجود شريكة وكانت نسبة 33.8% من غير العائلات. تألفت نسبة 23.7% من أصل جميع الأسر من عدة أفراد يعيشون في نفس المنزل ونسبة 9.4% كانت تتألف من شخص يعيش بمفرده يبلغ من العمر 65 عاماً أو أكثر. وبلغ متوسط حجم الأسرة المعيشية 2.58، أما متوسط حجم العائلات فبلغ 2.99.
بلغ العمر الوسطي للسكان 37.8 عاماً. وكانت نسبة 21.2% من القاطنين تحت سن الثامنة عشر، وكانت نسبة 10.7% بين الثامنة عشر والرابعة والعشرين عاماً، ونسبة 27.9% كانت واقعةً في الفئة العمرية ما بين الخامسة والعشرين والرابعة والأربعين عاماً، ونسبة 24.7% كانت ما بين الخامسة والأربعين والرابعة والستين، ونسبة 15.5% كانت ضمن فئة الخامسة والستين عاماً فما فوق. وتوزع التركيب الجنسي للسكان بنسبة 50.7% ذكور و49.3% إناث.

## وصلات خارجية
- http://www.cityofpigeonforge.com/
- The US50 - Cities and Towns in Tennessee State